# 植田和男
植田和男（日语：／ Ueda Kazuo，1951年9月20日—），日本經濟學家，第32任日本銀行總裁。曾任日本銀行政策委員會副委員、東京大學大學院經濟學研究科院長等職務。

## 人物
出生於靜岡縣榛原郡相良町（現今的牧之原市）。自2023年4月9日起接替黑田東彥擔任日本銀行總裁。專長領域為經濟學與金融經濟學。

## 簡歷

### 學歷
- 1970年 - 東京教育大學附屬駒場高等學校畢業
- 1974年 - 畢業於東京大學理學院數學系，進入東京大學經濟學院。
- 1975年 - 進入東京大學經濟學研究院。
- 1976年 - 進入麻省理工學院研究院。
- 1980年 - 麻省理工學院博士課程畢業。

### 職歷
- 1980年 - 加拿大不列顛哥倫比亞大學經濟學系助理教授
- 1982年 - 大阪大學經濟學系助理教授
- 1989年 - 東京大學經濟學系助理教授
- 1993年 - 東京大學經濟學系教授
- 2005年 - 東京大學經濟學研究科長
- 2005年 - 東京大學經濟學研究科教授
- 2017年 - 東京大學名譽教授
- 2017年 - 共立女子大學教授
- 2020年 - 共立女子大學商學部商科教授[3]